# Peter Jakober
Peter Jakober (* 13. Juni 1977 in Kaindorf an der Sulm/Steiermark) ist ein österreichischer Komponist.

## Leben
Peter Jakober erhielt in den Jahren von 1984 bis 1992 an der Musikschule Leibnitz Akkordeonunterricht bei Walter Bigler und von 1992 bis 1998 Klavierunterricht bei Georg Stampfer. Von 1995 bis 1998 studierte Jakober Technische Mathematik, Musikwissenschaft und Philosophie an der Karl-Franzens-Universität Graz. In den Jahren 1998 bis 2006 schlossen sich Studien der Komposition und Musiktheater-Komposition bei Gerd Kühr und Georg Friedrich Haas an der Universität für Musik und darstellende Kunst Graz an (Bachelor-Abschluss und Diplom mit Auszeichnung).
Gemeinsam mit Erich Ranegger war Jakober im Jahr 2004 Mitbegründer des Musikfestivals Hörfest Graz im Forum Stadtpark Graz.

## Auszeichnungen
- 2011: SKE Publicity Preis[4]
- 2012: Stipendiat der Akademie Solitude[5]
- 2015: Erste-Bank-Kompositionspreis[6]
- 2018: Johann-Joseph-Fux Opernkompositionspreis[7]
- 2024: Arnold-Schönberg-Preis der Stadt Wien[8]

## Werke (Auswahl)

### Ensemblemusik
- Atmung – für Mehrkanalzuspiel und Schlagzeuger (2001)[9]
- Frei – Duo für Klarinette und Violoncello nach einem Text von Friedrich Dürrenmatt (2003)[9]
- Gegen – Teil – für kleines Ensemble, Besetzung: zwei Violinen, Flöte, Oboe, Klarinette, Klavier, Viola und Violoncello (2003)[9]
- Puls 1 – Quartett für Violine, Viola, Violoncello und Kontrabass (2004)[9]
- Abwartend – Trio für zwei Tenorbassposaunen und Bassklarinette (2004)[9]
- Racaille – für 14 Musiker, Besetzung: zwei Violinen, Flöte, Klarinette, Baritonsaxophon, Horn, Posaune, Perkussion, Klavier, Akkordeon, Viola und Violoncello (2005)[9]
- Ensemblestück April 2005 – Besetzung: zwei Hörner, Flöte, Klarinette, Fagott, Posaune, Akkordeon, Violine, Viola und Violoncello (2005)[9]
- Puls 2 – Duo für Violoncello und Elektronikzuspielung (2005)[9]
- für acht Musiker – Oktett für Flöte, Oboe, Klarinette, Perkussion, Klavier, Violine, Viola und Violoncello (2005)[9]
- für fünf Musiker und Zuspiel – für Vierteltonakkordeon, Klavier, Perkussion, Violine, Cello und Zuspiel (2006)[9]
- Hintergrundstück – Besetzung: zehn Orgelpfeifen, Perkussion und Elektronik-Zuspielung (2006)[9]
- triften – Quartett für vier Gitarren mit Elektronik-Zuspielung (2007)[9]
- nach Aussen – Besetzung: Violine und Elektronik (2008)[9]
- Klaviertrio II „fuer zwei“ – Besetzung: Violine, Violoncello und Klavier (2009)[9]
- ins andere übertragen – Quintett für Flöte, Klarinette, Violine, Viola und Violoncello (2010)[9]
- 1. Streichquartett – für zwei Violinen, Viola und Violoncello (2010)[9]
- weit beisammen – Duo für Flöte und Klarinette mit Live-Elektronik (2010)[9]
- vom Kreis brechen – Quartett für Bassklarinette, Violine, Viola und Violoncello (2011)[9]
- schemen – Besetzung: zwei Violinen, Vibraphon, Harfe, Zither, Viola, Violoncello, Kontrabass und Hackbrett (2011)[9]
- Ab – Trio für Zither (2013)[9]
- wieder – für Violine, Zither und Live Elektronik (2014)[9]
- Substantie – für Ensemble and Live Electronik (2015)[9]
- avbryte – für zwei elektrische Gitarren und Elektronik (2015)[9]
- Paul – Oktett für Flöte, Klarinette, Posaune, Klavier, Violine, Viola, Violoncello und Kontrabass (2015)[9]
- flimmernd – Quartett für Klarinette, Violine, Violoncello und Klavier (2016)[9]
- tiefen – für 25 Orgelpfeife, zwei Violinen, Viola und Violoncello (2016)[9]
- Ungleich – Trio für Flöte, Harfe und Viola (2017)[9]
- fast – Septett für Flöte, Klarinette, Posaune, Marimbaphon, Klavier, Violine und Violoncello (2018)[9]
- Gegengleich – Duo für Blockflöte und Perkussion (2018)[9]
- Seitenraum – Für 18 Streicher in drei verbundenen Räumen (2020)[9]
- 2. Streichquartett – für 2 Violinen, Viola und Cello (2021)[9]

### Vokalmusik
- Kleider – für Akkordeon Solo, Sprecher und Tonbandzuspielung, nach einem Text von Franz Kafka (2002)[9]
- im Leerlauf – Solo für Mezzosopran, Kammerensemble und Elektronik-Zuspielung, nach Texten von Franz Kafka, Jack Unterweger und Fjodor Michailowitsch Dostojewski (2003)[9]
- Benedictus – Solo für Tenor, Chor und Kammerensemble: vier Holzperkussions, zwei Violinen, Flöte, Klarinette, Horn, Posaune, Viola, Violoncello, Kontrabass und Perkussion (2007)[9]
- Hr. Schmatz sagt: „sprache ist die hoede schneite treber zeit gedacht im raum“ – für gemischten Chor, Text: Ferdinand Schmatz (2008)[9]
- verrohen – Solo für Mezzosopran, Quintett: Flöte, Klarinette, Klavier, Violine und Violoncello (2009)[9]
- in Stille – Besetzung: Chor, Kammerorchester/Ensemble und Elektronik live (2011)[9]
- travel – für gemischten Chor (2013)[9]
- Primen – für drei Chöre, 12 Subdirigenten und Sprecher (2017)[9]
- Soundcloud – für großen Chor (2019)[9]
- Soundcloud 2 –  für großen Chor (2021)

### Performance, Tanz/Ballett
- Puls 4 für 35 Röhren – Komposition für Constantin Lusers Skulptur "Molekularorgel"

- sehnen – Musik zur gleichnamigen Performance von Paul Wenninger, Besetzung: Violine und Liveelektronik (2010)[9]

- Dingen – Tanz/Ballett, Duo für Chordophon (2013)[9]
- Uncanny Valley – Musik zur gleichnamigen Performance von Paul Wenninger, Besetzung: Quartett für vier Stimmen (2014–2015)[9]
- un Dialogue Serieux – Performance für Flöte, Klarinette, Blockflöte, Perkussion, Violine und einem zusätzlichen Performer (2016)[9]
- where we meet – Musik zur gleichnamigen Performance von Rotraud Kern, Besetzung: Blockflöte und Live Elektronik (2016)[9]
- ORACLE and SACRIFICE in the woods – Musik zur Performance von Claudia Bosse für Chor (2021/2022)[9]

### Filmmusik
- "O" – Filmmusik für den Animationsfilm von Paul Wenninger (2020)
- "Slow as light" – Filmmusik für den Animationsfilm von Paul Wenninger (2021)

### Musiktheater
- "Populus" für 4 Sänger, Sprecher und Ensemble (2019/2020), Libretto: Ferdinand Schmatz